# Либкнехт, Карл
Карл Пауль Фри́дрих А́вгуст Ли́бкнехт  (нем. Karl Paul Friedrich August Liebknecht; 13 августа 1871, Лейпциг — 15 января 1919, Тиргартен, Берлин) — немецкий политик, адвокат, антивоенный активист, теоретик марксизма, деятель германского и международного рабочего и социалистического движения, один из основателей (1918) Коммунистической партии Германии. Сын Вильгельма Либкнехта и брат Теодора и Отто Либкнехтов. Отец Роберта Либкнехта.

## Биография

### Детство и молодость

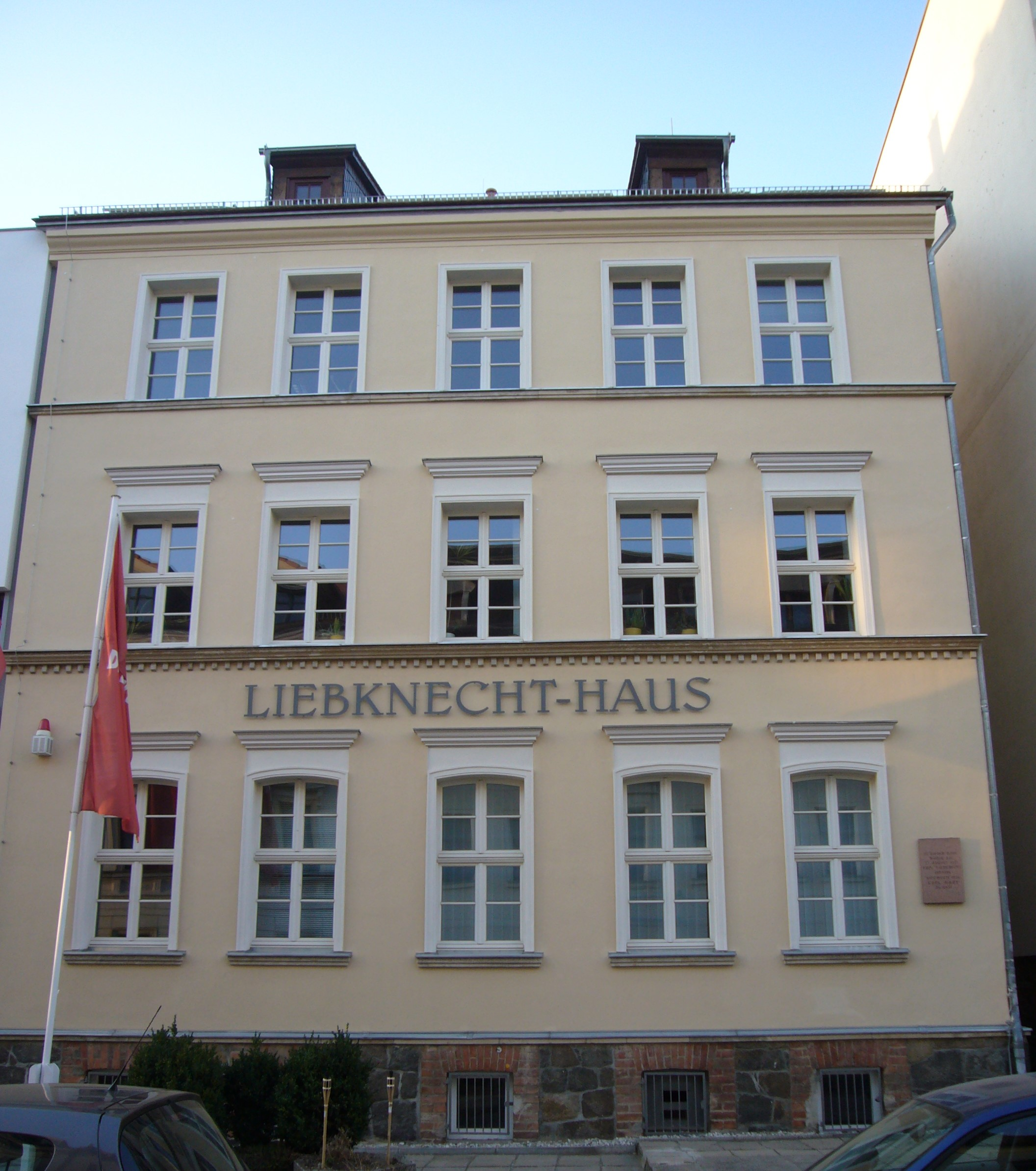
Дом на улице Брауштрассе, 15, в Лейпциге, где родился Карл Либкнехт.

Карл Пауль Фридрих Август Либкнехт родился 13 августа 1871 года в  Лейпциге в семье революционера и парламентского политика Вильгельма (1826—1900) и его жены Наталии (1835—1909), урождённой Ре, дочери известного немецкого адвоката Теодора Ре, президента первого парламента Германии, функционировавшего в 1848 году во Франкфурте-на-Майне. Был вторым ребёнком в семье, после Теодора Либкнехта, появившегося на свет 19 апреля 1870 года; крещён в лютеранской церкви св. Фомы. В качестве крёстных отцов мальчика выступили «Доктор Карл Маркс из Лондона» и «Фридрих Энгельс, рантье в Лондоне». По отцовской линии принадлежал к прямым потомкам богослова и зачинателя Реформации Мартина Лютера. В 1882—1890 годах обучался в лейпцигской гимназии св. Николая (ныне — Новая школа Святого Николая).
После сдачи весной 1890 года экзамена на аттестат зрелости Карл поступил на факультет экономики и права Лейпцигского университета, а затем, в связи с переездом членов семьи в Берлин, и Университета Фридриха Вильгельма. В 1893—1894 годах в Потсдаме вольноопределяющимся находился на воинской службе в частях гвардейских сапёров. В 1894—1898 годах проходил так называемый рефендариат (практику) в Арнсберге и Падеборне, где в 1897 году опубликовал диссертацию на соискание степени доктора юридических наук «Compensationsvollzug Und Compensationsvorbringen: Nach Gemeinem Rechte» («Возмещение убытков и причины возмещения убытков в правовом обычае»), которую в том же году защитил в Университете Юлия Максимилиана, в результате чего ему была присуждена степень доктора юридических наук.

### Начало политической деятельности
В 1900 году вступил в ряды Социал-демократической партии, принадлежал к её леворадикальному направлению. В конце мая 1903 на суде в Мюнхене выступил защитником искровца Повара (член ЦК РСДРП Щеколдин Ф. И.), который был арестован 23 мая 1903 в Шарлоттенбурге за проживание по поддельному паспорту на имя болгарина Димчо Попова. Карл Либкнехт добился его освобождения из тюрьмы. После Повар был выслан в Россию. В 1904 году выступил в германском суде защитником русских и германских социал-демократов, обвинявшихся в нелегальном провозе через границу русской социал-демократической литературы, обличая при этом политику преследований, которую проводили российское и прусско-германское правительства по отношению к революционерам. Либкнехт выступал против реформистской тактики правых социал-демократических лидеров, уделяя большое внимание антимилитаристской агитации и политической работе среди молодёжи. На съезде Социал-демократической партии Германии в Бремене в 1904 г. Либкнехт охарактеризовал милитаризм как важнейший оплот капитализма, требовал ведения специальной антивоенной пропаганды и создания социал-демократической молодёжной организации с целью мобилизации пролетариата и молодёжи на борьбу с милитаризмом.

### Отношение к российским событиям
Либкнехт с энтузиазмом приветствовал Революцию 1905—1907 годов в России.
На Йенском партийном съезде социал-демократии (1905 год) Либкнехт провозгласил всеобщую массовую политическую стачку «специфически пролетарским средством борьбы». В 1906 г. на Мангеймском партийном съезде разоблачал политику германского правительства, направленную, по его мнению, на оказание помощи российскому правительству в подавлении революции, призывал германский пролетариат последовать в своей борьбе примеру русских рабочих.

### Вождь левого течения германской социал-демократии
В эти годы в германской социал-демократии оформилось левое течение. Одним из его виднейших руководителей, наряду с Розой Люксембург, стал Либкнехт. Войдя в число основателей Социалистического интернационала молодёжи (1907), был его председателем вплоть до 1910 года. На первой международной конференции молодёжных социалистических организаций, созванной в 1907 году, Либкнехт выступил с докладом о борьбе с милитаризмом. В том же году была издана его брошюра «Милитаризм и антимилитаризм», в которой Либкнехт впервые в марксистской литературе обстоятельно проанализировал существо милитаризма в империалистическую эпоху и теоретически обосновал необходимость антимилитаристской пропаганды как одной из форм классовой борьбы пролетариата.

### Обвинение в государственной измене
За книгу — «Милитаризм и антимилитаризм» — Либкнехт в октябре 1907 года был судим в Лейпциге. Прокурором на суде выступал Юстус фон Ольсгаузен. Либкнехт был приговорён имперским судом по обвинению в «государственной измене» к полуторагодичному заключению в крепости Глац, где находился вплоть до 1909 г. В 1908 году, отбывая наказание, был избран депутатом прусской палаты депутатов (ландтага) от Берлина.

### Депутат рейхстага
В январе 1912 года Либкнехт избран депутатом германского рейхстага. Он обличал военных промышленников, которые, по его мнению, готовили мировую войну. В апреле 1913 года с трибуны рейхстага Либкнехт назвал руководителей военных монополий во главе с «пушечным королём» Круппом поджигателями войны. На Хемницком партийном съезде 1912 года призывал к укреплению международной пролетарской солидарности как решающего средства борьбы с милитаризмом.
После начала Первой мировой войны Либкнехт вопреки своим убеждениям, подчиняясь решению, принятому социал-демократической фракцией рейхстага, голосовал 4 августа 1914 года за военные кредиты. Однако вскоре он изменил свою позицию. Вместе с Розой Люксембург он вступил в борьбу с руководством партии и социал-демократической фракции. 2 декабря 1914 года Либкнехт один голосовал в рейхстаге против военных кредитов. В переданном председателю рейхстага письменном заявлении Либкнехт охарактеризовал мировую войну как войну захватническую. Его заявление было затем распространено в виде нелегальной листовки. 2 февраля 1915 года исключён из социал-демократической фракции рейхстага.

### На фронте
В 1915 году Либкнехт был призван в армию и отправлен на фронт, где продолжал борьбу, используя все возможности, в том числе трибуну рейхстага и прусской палаты депутатов, на заседания которых он приезжал в Берлин. Либкнехт, как указывал В. И. Ленин, присоединился к большевистскому лозунгу: «… превращение империалистической войны в гражданскую войну…», «… когда сказал с трибуны рейхстага: обратите оружие против своих классовых врагов внутри страны!». В листовке «Главный враг в собственной стране!», выпущенной в мае 1915 года, Либкнехт подчёркивал, что главным врагом немецкого народа является германский империализм. В своём послании Циммервальдской конференции (1915) Либкнехт выдвинул лозунги: «Гражданская война, а не гражданский мир! Соблюдать международную солидарность пролетариата, против псевдонациональной, псевдопатриотической гармонии классов, интернациональная классовая борьба за мир, за социалистическую революцию». В том же послании он требовал создания нового Интернационала.
Ленин называл Либкнехта одним из лучших представителей интернационализма. «Карл Либкнехт, — указывал Ленин, — вел беспощадную борьбу в речах и письмах не только со своими Плехановыми, Потресовыми (Шейдеманами, Легинами, Давидами и К°), но и со своими людьми центра, со своими Чхеидзе, Церетели (с Каутским, Гаазе, Ледебуром и К°)».
Либкнехт вместе с Люксембург принял деятельное участие в создании группы «Спартак» (оформилась в январе 1916 г.; в ноябре 1918 г. преобразована в «Союз Спартака»), вошедшей в антивоенно настроенную Независимую социал-демократическую партию Германии. В январе 1916 года был исключён из социал-демократической фракции рейхстага.

### Призыв к свержению правительства, новый арест и заключение
С трибуны прусской палаты депутатов Либкнехт призвал берлинский пролетариат выйти 1 мая 1916 года на демонстрацию на Потсдамскую площадь с лозунгами: «Долой войну!», «Пролетарии всех стран, соединяйтесь!». В ходе демонстрации Либкнехт призывал к свержению правительства, ведущего, по его словам, империалистическую войну. За это выступление он был арестован и приговорён военным судом к 4 годам и 1 месяцу заключения. В 1916—1918 гг. находился на каторжных работах в тюрьме в Люккау, где впоследствии восторженно встретил известие о победе Октябрьской революции и призвал немецких солдат не дать использовать себя в качестве палачей русской революции. В октябре 1918 года правительство освободило его.

### Основание компартии Германии
Выйдя из заключения, Либкнехт развернул активную революционную деятельность. Листовка от 8 ноября, к числу авторов которой относился он сам, призвала немецких рабочих к свержению правительства. Вместе с Розой Люксембург Либкнехт организовал издание газеты «Роте фане», первый номер которой вышел 9 ноября 1918 года. Борясь за распространение мятежных настроений в ходе Ноябрьской революции 1918, выступил против лидеров германской социал-демократии, указывая, что прямой целью их деятельности являлось подавление революции в зародыше, и против руководителей центристской Независимой социал-демократической партии, стоявших на подобных позициях. 30 декабря 1918 года по инициативе Карла Либкнехта и Розы Люксембург в Берлине открылся Учредительный съезд Коммунистической партии Германии, завершившийся 1 января 1919 г.

### Глава восстания 1919 года
В январе 1919 года встал во главе Восстания спартакистов, направленного на свержение социал-демократического руководства Германии и установление советской власти. Социал-демократы опасались, что действия Либкнехта и его сторонников приведут к началу гражданской войны. Центральный орган Социал-демократической партии Германии газета «Форвертс» потребовала организации преследования вождей КПГ, назначив за головы Карла Либкнехта и Розы Люксембург вознаграждение в размере 100 000 марок.

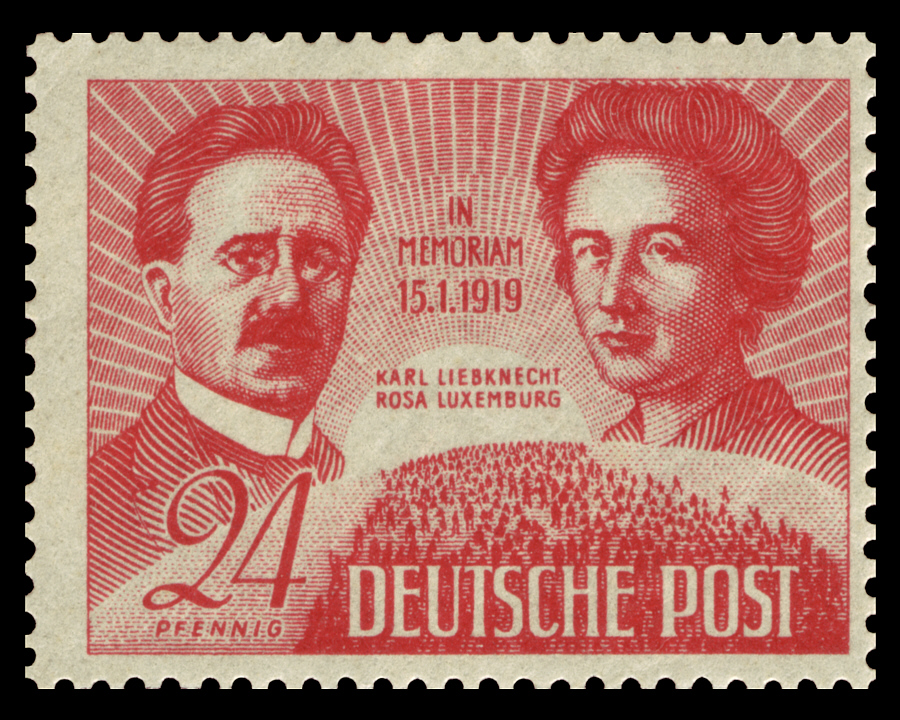
Почтовая марка Германии 1949 года, посвящённая 30-летию гибели Карла Либкнехта и Розы Люксембург

### Убийство Карла Либкнехта
15 января 1919 года Карл Либкнехт, Роза Люксембург и Вильгельм Пик (впоследствии первый и единственный президент ГДР) были схвачены членами фрайкора под руководством Вальдемара Пабста с санкции рейхсминистра обороны Веймарской республики социал-демократа Густава Носке (в своих мемуарах отрицавшего причастность к преступлению), в ходе чего фрайкоровец Отто Рунге дважды ударил Либкнехта прикладом винтовки по голове. На просьбу дать бинт ответа не последовало.
Капитан Хорст фон Пфлюгк-Хартунг, лейтенанты Рудольф Липман, Генрих Штиге, Ульрих фон Ритген, Курт Фогель вывели Либкнехта из отеля якобы для отправки в тюрьму. Он был грубо посажен в машину и отвезён в городской сад Тиргартен, где, находясь в полубессознательном состоянии, был вытащен из машины и застрелен Рудольфом Липманом на берегу т. н. Нового Озера. Одновременно была убита Роза Люксембург — после избиений прикладом Рунге застрелена лейтенантом Германом Сушоном. Тело было брошено в Ландвер-канал (в районе зоопарка), где обнаружено только 31 мая.
Позднее брат Карла Теодор Либкнехт обвинил члена ЦК РКП(б) Карла Радека, отправленного в Германию из РСФСР в командировку с целью оказания поддержки революции, в выдаче Карла и Розы. Либкнехт собирался встретиться с Радеком на конспиративной квартире, куда он переехал с Розой Люксембург и куда впоследствии нагрянули убийцы. Некоторые исследователи считают это преступление спланированной акцией, организованной германским и советским правительствами. Ряд участников убийства был оправдан судом, с других произведены незначительные взыскания.

### Семья
- 8 мая 1900 года Карл Либкнехт женился на Юлии Парадиз (скончалась во время хирургической операции в 1911 году[21][22]), от которой имел трёх детей: Вильгельма (1901—1975)[23], Роберта (1903—1994) и Веру (1906—1934)[24].

- Внучка — Майя Вильгельмовна Либкнехт, работала в водно-котельном цехе треста ОРГРЭС.

- Вторая жена (с 1 октября 1912 года) — Софья Борисовна Рысс (1884—1964), уроженка Ростова-на-Дону. Студенткой приехала на стажировку в Германию, где в 1903 году познакомилась с Карлом Либкнехтом, а после смерти его первой жены вышла за него замуж. До войны получила степень доктора искусствоведения Гейдельбергского университета[25].
- Её брат — писатель Илья Березарк, сестра Сильвия (химик) с 1910 года была замужем за математиком Я. Н. Шпильрейном; племянник — советский учёный-теплоэнергетик Э. Э. Шпильрайн.

## Память
- Населённые пункты:
  - Карла Либкнехта — населённые пункты в России и на Украине.
  - Посёлок имени Карла Либкнехта в Курчатовском районе Курской области.
  - Деревня имени Карла Либкнехта в Муслюмовском районе Республики Татарстан.
  - Деревня Карл Либкнехт в Белозерском районе Вологодской области.
  - Село Либкнехтовка в Ленинском районе Крыма.
  - Хутор Либкнехта в Николаевском районе Волгоградской области.
  - Карло-Либкнехтовск — прежнее название города Соледар в 1965—1991 гг.

- Улицы имени Либкнехта сохранились до 2013 года более чем в 100 населённых пунктах России. Больше всего топографических объектов его имени — 6 (1 улица, 1 переулок, 4 проезда) — находятся в Йошкар-Оле.
Улицы имени Либкнехта есть в следующих российских городах и посёлках: Алапаевск, Азов, Аксай, Анжеро-Судженск Армавир, Архангельск, Барнаул, Балахна, Батайск, Белово, Белореченск, Боровичи, Брянск, Бузулук, Бодайбо, Великие Луки, Верхнеуральск, Верхняя Салда, Владивосток, Волгоград, Воронеж, Воткинск, Вышний Волочёк, Вязьма, Грязи, Гурьевск, Гусь-Хрустальный, Демянск, Дзержинск, Ейск, Екатеринбург, Жиздра, Жуковка, Иваново, Ижевск, Иркутск, Калач, Калуга, Камешково, Камышлов, Касимов, Касли, Кизел, Кимры, Киров, Кинешма, Кисловодск, Коломна, Кольчугино, Королёв, Короча, Красноармейск, Красноярск, Красный Сулин, Кронштадт, Крымск, Куйбышев, Курск, Куса, Краснокамск, Кыштым, Липецк, Ленинск-Кузнецкий, Льгов, Любань, Люберцы, Людиново, Магнитогорск, Малаховка, Мариинск, Маркс, Медвежьегорск, Медынь, Мурманск, Мышкин, Невель, Нерехта, Нижний Ломов, Нижний Тагил, Новокузнецк, Новороссийск, Новосибирск, Новоузенск, Новохопёрск, Новошахтинск, Нязепетровск, Нытва, Олонец, Омск, Орехово-Зуево, Остров, Покров, Прокопьевск, Пермь, Псков, Полевской, Ревда, Ростов, Ростов-на-Дону, Рошаль, Рыбинск, Рыльск, Рязань, Самара, Саранск, Сергиев Посад, Славгород, Советск (Калининградская область), Советск (Кировская область), Солигалич, Соликамск, Сочи, Старощербиновская, Стерлитамак, Сухиничи, Сызрань, Сысерть, Таганрог, Таруса, Татарск, Тверь, Тихорецк, Трубчевск, Туапсе, Тула, Ульяновск, Усолье-Сибирское, Усть-Лабинск, Фурманов, Челябинск, Череповец, Чистополь, Шадринск, Шенкурск, Ялуторовск, Ярославль.
  - В городах Белоруссии: Брест, Бобруйск, Минск, Осиповичи, Слуцк, Червень.
  - В городе Молдавии/ПМР: Тирасполь.
  - В городах Казахстана: Уральск, Усть-Каменогорск, Семей, Караганда, Петропавловск.
- Учреждения и предприятия:
  - Детский дом им. К. Либкнехта во Владимире.
  - Ленинградский механический завод им. Карла Либкнехта в Санкт-Петербурге.
  - Нижнеднепровский трубопрокатный завод им. Карла Либкнехта.
  - SKL (VEB Schwermaschinenbau «Karl Liebknecht»)
- Мост Либкнехта — мост через Шпрее в центре Берлина.
- Эскадренный миноносец типа «Новик» «Карл Либкнехт» в составе Балтийского (1926—1933) и Северного (1933—1955) флотов.

Карл Либкнехт изображён на почтовых марках ГДР 1951 и 1955 года.

### Кинематограф
- 1955 — Эрнст Тельман — сын своего класса, в роли Либкнехта — Мартин Флёрхингер[нем.]
- 1965 — Пока я жив[нем.], в роли Либкнехта — Хорст Шульце
- 1969 — дело Либнекнехта и Люксембург[нем.], в роли Либкнехта — Рихард Лауффен[нем.]
- 1971 — Несмотря ни на что[нем.], в роли Либкнехта — Хорст Шульце

### Сочинения
- Klassenkampf gegen den Krieg, В., 1919.
- Ausgewählte Reden, Briefe und Aufsätze, B., 1952.
- Gesammelte Reden und Schriften, Bd 1—9, В., 1958—68.
- Bd 8,2 ergänzte Auflage, 1972.
- Bd 9,2 ergänzte Auflage, 1971.

### В переводе на русский язык
- Либкнехт К. Мой процесс по документам. — Пг., 1918.
- Либкнехт К. Милитаризм и антимилитаризм в связи с рассмотрением интернационального движения рабочей молодёжи. — Пг., 1921.
- Либкнехт К. Письма. — Пг.: Госиздат, 1922.
- Либкнехт К. Милитаризм и антимилитаризм в связи с рассмотрением интернационального движения рабочей молодёжи. — М.: Госполитиздат, 1960.
- Либкнехт К. Избранные речи, письма и статьи / Либкнехт К. — М.: Госполитиздат, 1961. — 512 с., 10 000 экз.
- Либкнехт К. Мысли об искусстве. Трактат, статьи, речи, письма. — М., 1971.

### О Либкнехте
- Вольгемут Х. До последнего дыхания. Биография Карла Либкнехта. — М.: Политиздат, 1980.
- Зиновьев Г. Е. Карл Либкнехт, 1933. — 216 с. (Жизнь замечательных людей)
- Марксистская философия в международном рабочем движении в конце 19 — начале XX века / отв. ред. д-ра философ. наук Б. В. Богданов, И. С. Нарский; Акад. наук СССР, Ин-т философии, Акад. обществен. наук при ЦК КПСС. — М.: Наука, 1984. — 447 с.
- Троцкий Л. Мученики Третьего Интернационала (Политическая биография Розы Люксембург и Карла Либкнехта), Карл Либкнехт — Гуго Гаазе
- Чёрный О. Е. Немецкая трагедия: Повесть о Карле Либкнехте. — М.: Политиздат, 1971. (Пламенные революционеры) — 478 с, ил., То же. — 2-е изд. — 1982. — 445 с, 7 л. ил.